# 佘孟孝
佘孟孝（1931年—2023年1月22日），男，江苏苏州人，中华人民共和国政治人物，曾任新华社香港分社副社长，中华人民共和国司法部副部长，中国法学会常务副会长、党组书记。